# Máriási Iván
Máriási Iván (Masznyik Iván; (Budapest, 1928. március 6. – Budapest, 1997. március 28.) magyar festő és grafikus.

## Életpályája
Budapesten, a Magyar Képzőművészeti Főiskolán tanult 1946–1951 között, ahol mesterei Bernáth Aurél és Berény Róbert voltak. 1951-től az Építőipari Műszaki Egyetem rajztanszékén tanult. A Műszaki Egyetem Rajz- és Formaismereti Tanszékén docensként tanított 1988-ig. Kiállításokon 1954-től vett részt kiállításokon. 1963-ban Olaszországban, majd Franciaországban járt tanulmányúton. Több murális munkát, mozaikot és sgrafittót is alkotott.

## Főbb művei
- a szolnoki Tiszamenti Vegyiművek mozaikja (1960) és sgrafittója (1961)
- a Benczúr utcai pedagógusszálló mozaikja (1965)

## Egyéni kiállításai (válogatás)
- Magyar Nemzeti Galéria
- Kultúrkapcsolatok Intézete (1966)